# Don't Forget the Lyrics!
Don't Forget the Lyrics! (Non dimenticare le parole!) è un quiz-show musicale statunitense prodotto dalla rete FOX, in onda dal 2007 al 2011 condotto dall'attore-cantante Wayne Brady, e successivamente di nuovo nel 2022 condotta dalla presentatrice Niecy Nash.
Il programma è stato trasmesso anche in Italia su Sky Italia, sul Canale 109 SKY Uno e sul canale 116 SkyUno+1 (un'ora dopo).
Lo scopo del gioco è raggiungere, con lo stile a vari step o livelli tipo Chi vuol essere milionario?, un montepremi di 1.000.000 di dollari, indovinando  parole mancanti di canzoni più o meno famose che il concorrente deve anche cantare dall'inizio, leggendo il testo su un display fino al punto che quest'ultimo s'interrompe, e gli tocca completare la frase. Anche in questo caso c'è la possibilità di scegliersi 3 "aiuti".
La versione italiana è semidoppiata (rimangono in sottofondo le voci originali), per passare più fluidamente alle performance vocali dei concorrenti.